# Музей Старого Петербурга
Музей Старого Петербурга — бывший музей быта в Санкт-Петербурге, был основан в 1907 году при Обществе архитекторов-художников.

## История
8 марта 1907 г. на общем собрании Общества архитекторов-художников было постановлено образовать Комиссию по изучению и описанию памятников Старого Петербурга; в 1909 г. преобразована в Комиссию по изучению и описанию памятников архитектуры с отделениями в других городах России.
Осенью 1907 г. основан Музей Старого Петербурга. «Положение о Музее Старого Петербурга» принято 12 декабря 1908 г.
При музее существовало общество «Друзья Старого Петербурга». Собрание пополнялось за счёт даров от государственных учреждений и частных компаний.
После революции, в декабре 1918 г. вошёл в состав Музея Города, как его обособленный отдел.
Упразднён, как самостоятельный отдел в 1930 г. Экспонаты переданы в Музей Города, часть передана в фонды других музеев, часть (фарфор, художественная бронза и мебель) продана в комиссионных магазинах, часть утрачена.

## Деятельность
- «Фотографирование всех представляющих художественный интерес памятников архитектуры со времени основания С.-Петербурга до середины XIX столетия. Сначала памятники деревянной архитектуры, которые могут быть уничтожены пожаром, затем каменной, которым грозит уничтожение или перестройка, и наконец, все памятники архитектуры, ещё не снятые до сих пор, не изданные и не описанные».
- «Изучение и описание вышеназванных памятников».
- «Охрана тех памятников, которые принадлежат наилучшим мастерам прошлых столетий от уничтожения, переделок и вообще порчи».
- «Забота о том, чтобы памятники поддерживались в должном виде, то есть например, здания окрашивались бы в те цвета, в каковые они были окрашены авторами, стенная и плафонная живопись не изменялась бы при реставрации и пр.»
- Собирание частей зданий, идущих на слом (фрагменты решеток, лепнины и т. п.)
- Собирание предметов старого быта

## Члены Комиссии — Совета музея
- Аргутинский-Долгоруков, Владимир Николаевич - коллекционер, искусствовед, дипломат
- Бенуа, Александр Николаевич — художественный критик.
- Бенуа, Леонтий Николаевич — архитектор, академик, действительный член ИАХ.
- Врангель, Николай Николаевич — искусствовед.
- Галензовский, Стефан Петрович — архитектор.
- Добужинский, Мстислав Валерианович — художник
- Дягилев, Сергей Павлович
- Ильин, Лев Александрович — архитектор.
- Курбатов, Владимир Яковлевич — историк.
- Лансере, Николай Евгеньевич — архитектор.
- Оль, Андрей Андреевич — архитектор.
- Остроумова-Лебедева Анна Петровна — художник-график.
- Перетяткович, Мариан Марианович — архитектор, академик.
- Покровский, Владимир Александрович — архитектор, академик, действительный член ИАХ.
- Претро, Ипполит Александрович — архитектор.
- Рерих, Борис Константинович — архитектор.
- Рерих, Николай Константинович — художник.
- Стаборовский, Александр Антонович — архитектор-художник.
- Сюзор, Павел Юльевич — граф, архитектор, академик.
- Таманов, Александр Иванович — архитектор.
- Фомин, Иван Александрович — архитектор, академик.
- Щуко, Владимир Алексеевич — архитектор.
- Щусев, Алексей Викторович — архитектор, академик.

## Адреса музея
- Университетская наб., д. 17. Императорская Академия художеств (до ноября 1907 г.).
- Кадетская линия, д. 21. Собственный дом П. Ю. Сюзора.
- Зимний дворец (1917—1918 гг.)
- Наб. Фонтанки, д. 35. Бывший дом Серебряниковых.
- Английская (Красного Флота) наб., д. 44. Бывший особняк Румянцева — Музей истории и развития Ленинграда. (с 1935 г. по настоящее время).